# Шардозеро
Шардозеро (Шард-озеро) — пресноводное озеро в западной части Плесецкого района Архангельской области. Третье по величине озеро Плесецкого района.
Озеро находится на территории Ундозерского сельского поселения, к юго-западу от Ветреного пояса. Площадь озера — 32,2 км², площадь его бассейна — 78,9 км². Из Шардозера течёт речка Шардозерка в ручей Карельский, впадающий в озеро Сывтозеро.